# BePink-Imatra-Bongioanni

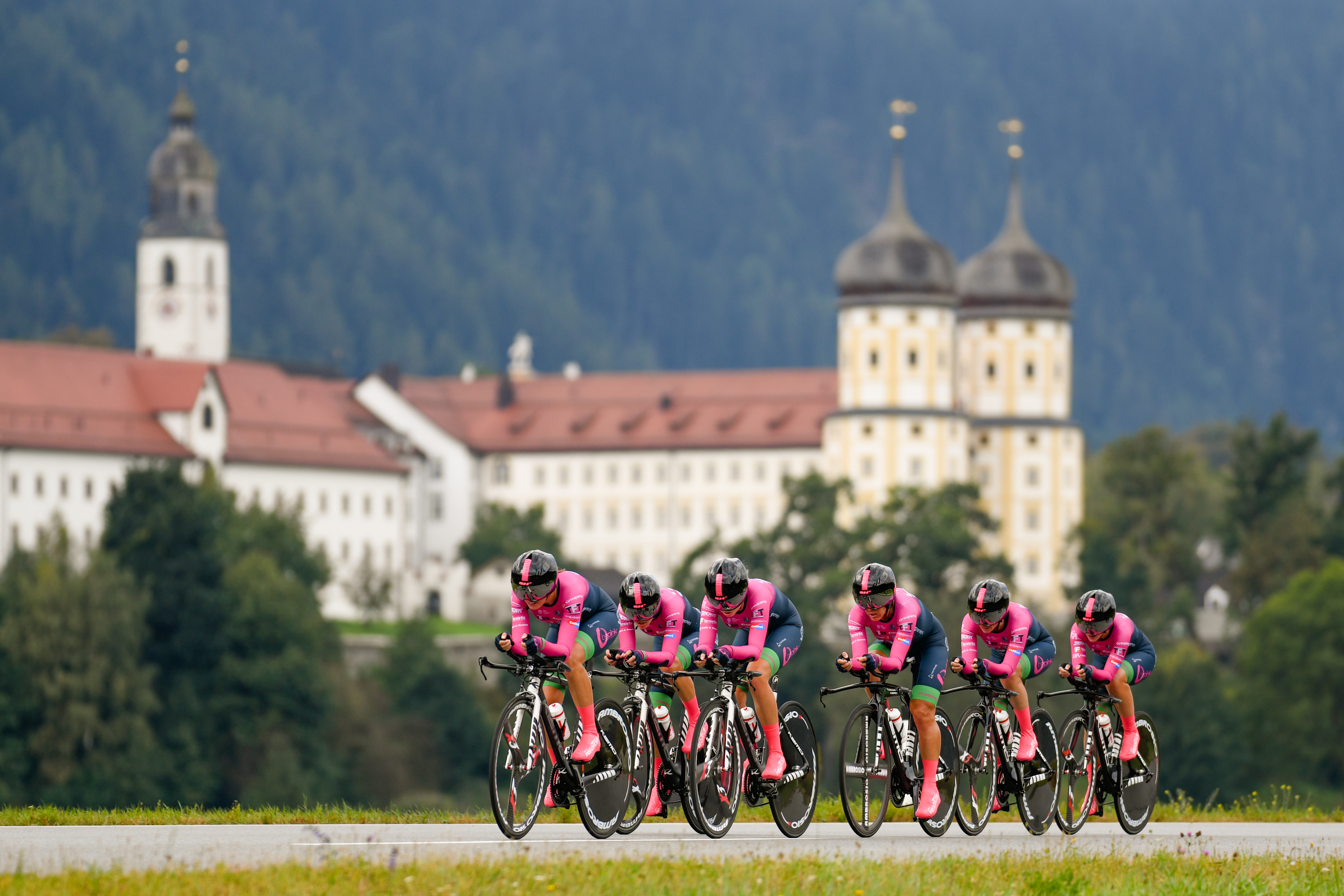
BePink tijdens het WK ploegentijdrit 2018 in Innsbruck.

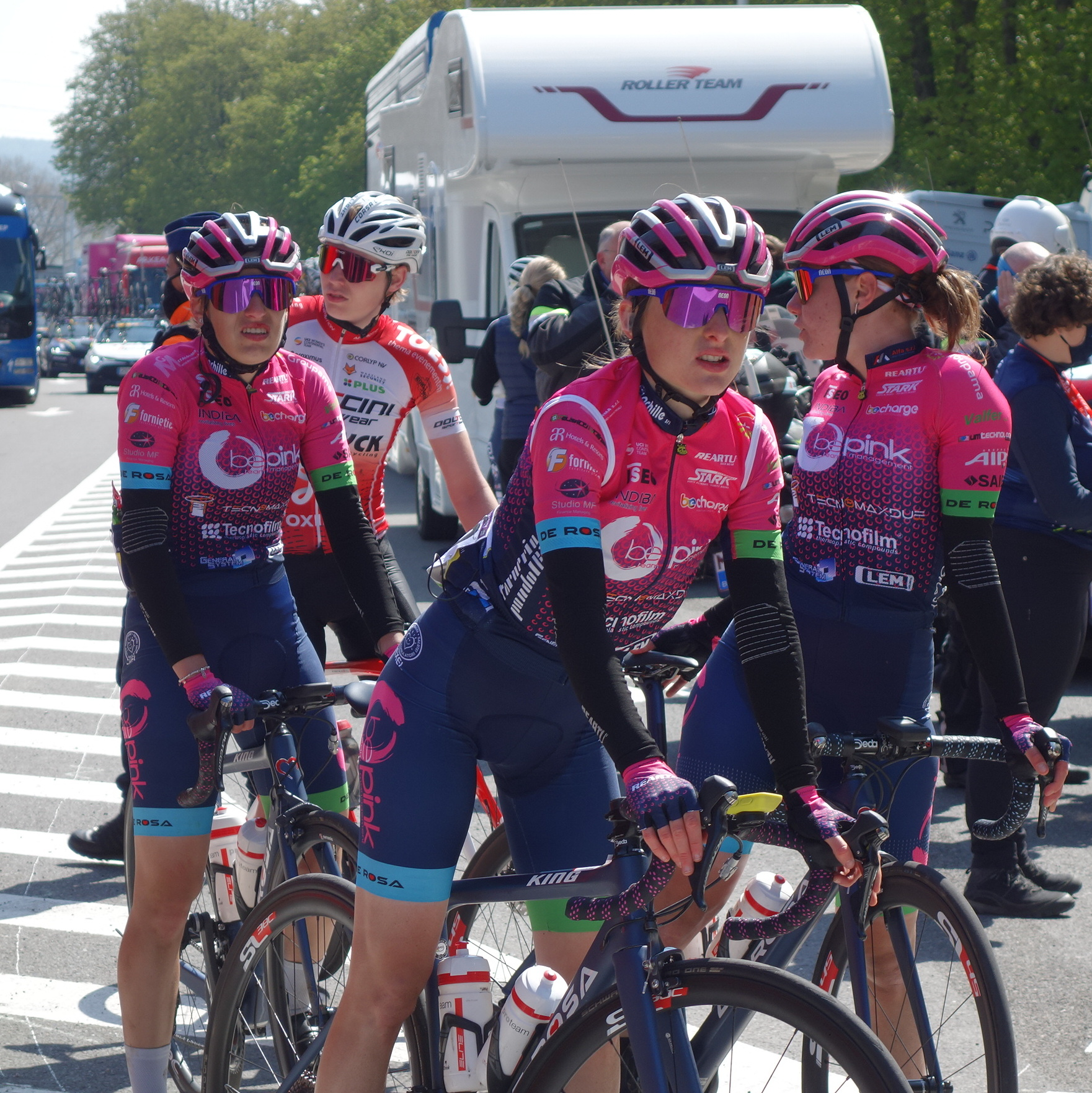
De ploeg bij Luik-Bastenaken-Luik 2021.

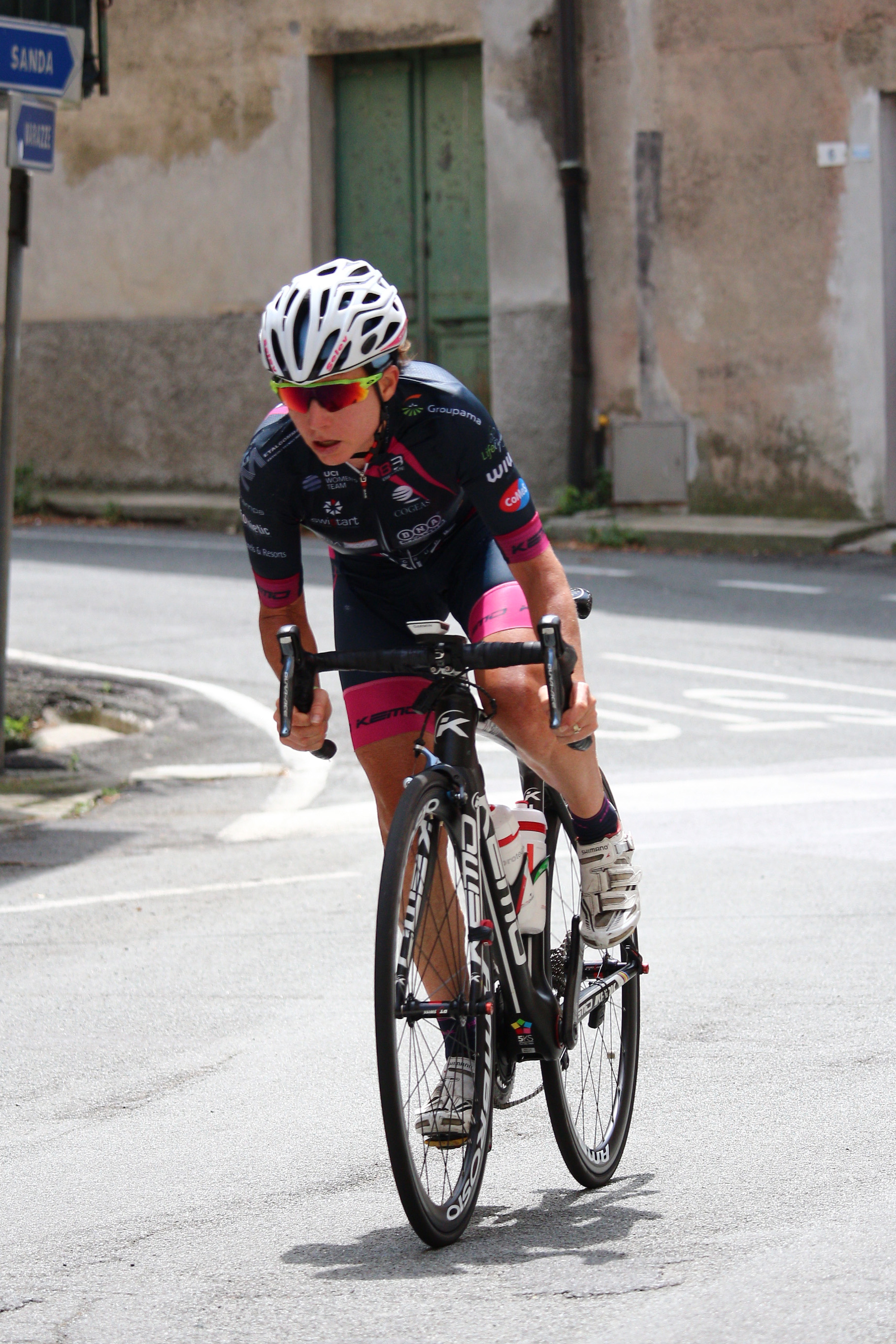
Amber Neben in de Giro Rosa 2016.

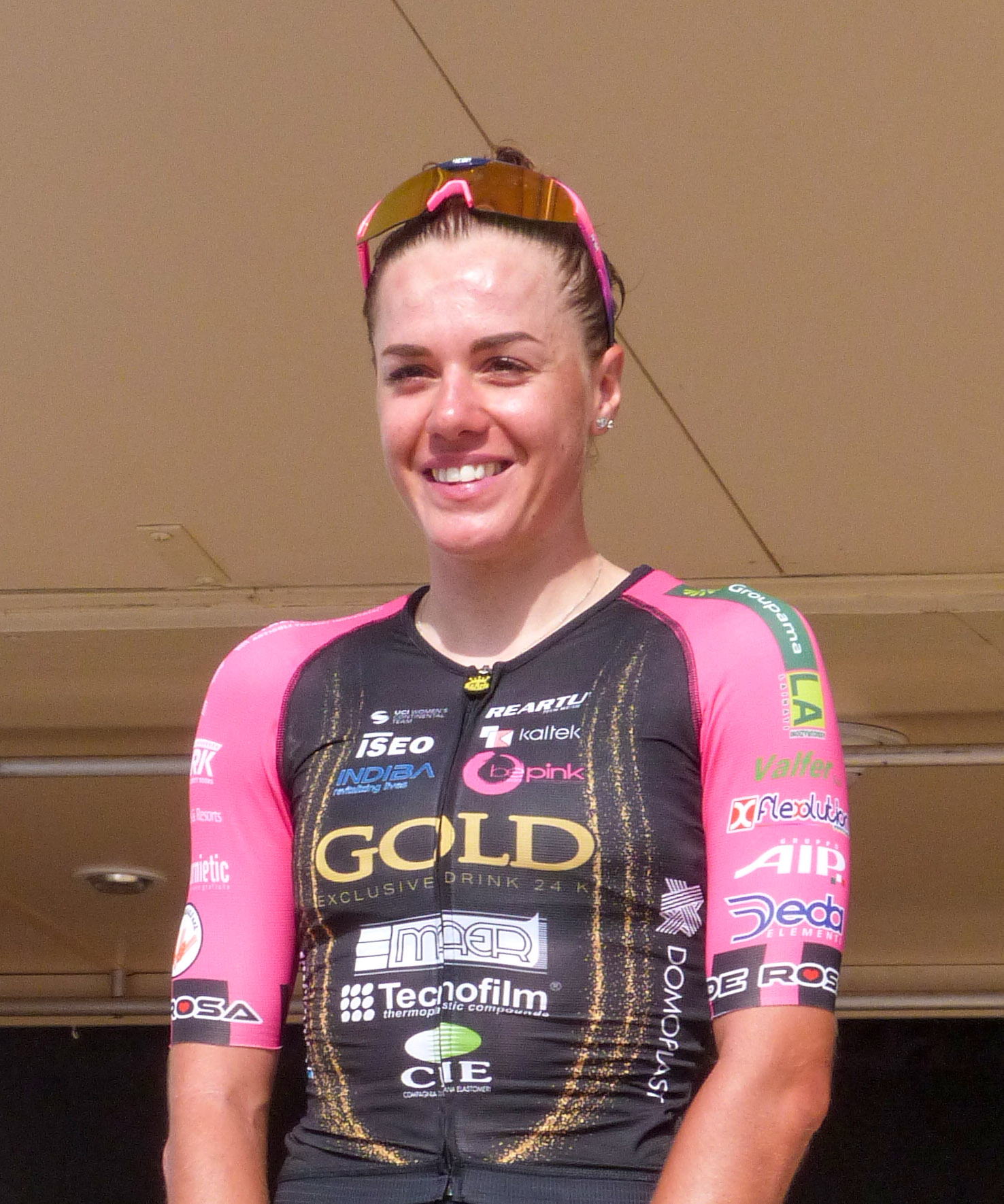
Silvia Zanardi, Tour de l'Ardèche 2023.

BePink-Imatra-Bongioanni (UCI-teamcode: BPK) is een Italiaanse wielerploeg voor vrouwen, die vanaf 2012 deel uitmaakt van het peloton.

## Geschiedenis
In 2014 werd Astana medesponsor van het team, maar stopte na één seizoen, om in 2015 zelf een vrouwenploeg op te richten: Astana-Acca Due O. Het team heette in 2015 BePink-La Classica en in 2017 BePink-Cogeas. Tijdens het seizoen van 2023 veranderde de ploeg van de naam BePink naar BePink-GOLD. In 2024 ging de ploeg verder als BePink-Bongioanni en in 2025 als BePink-Imatra-Bongioanni.
De grootste overwinning was de wereldtitel tijdrijden van Amber Neben in 2016. In maart 2016 werd Olga Zabelinskaja aan het team toegevoegd. Zij accepteerde een maand eerder een dopingstraf, zodat ze aan de Spelen in Rio de Janeiro kon deelnemen; ze won zilver in de Olympische tijdrit. In juli 2018 werd Nicole Steigenga de eerste Nederlandse die voor deze ploeg ging rijden. Ook stapte Tatiana Guderzo dat jaar over naar BePink om zo de Giro Rosa te kunnen rijden, omdat haar vorige ploeg Hitec Products niet van start ging. Meike Uiterwijk Winkel werd in 2025 de tweede Nederlandse vrouw die voor dit team uitkwam.

## Overwinningen
2012
Grand Prix El Salvador: Noemi Cantele
1e etappe Ronde van El Salvador: Noemi Cantele
+ 6e etappe: Silvia Valsecchi
Grand Prix GSB: Evelyn García
Grand Prix Grand Saint Bernard: Evelyn García
GP Liberazione: Noemi Cantele
1e etappe Tour of Adygeya: Julia Matisova
1e etappe Giro del Trentino Alto Adige-Südtirol: Noemi Cantele
Proloog Route de France: Alena Amjaljoesik
+ 3e etappe: Simona Frapporti
2013
Grand Prix de Oriente: Noemi Cantele
1e etappe Ronde van El Salvador: Noemi Cantele
+ 2e etappe (TTT)
+ 4e etappe: Noemi Cantele
+  Eindklassement: Noemi Cantele
+  Bergklassement: Noemi Cantele
+  Puntenklassement: Noemi Cantele
+ Ploegenklassement
Grand Prix El Salvador: Silvia Valsecchi
 Jongerenklassement GP Elsy Jacobs: Georgia Williams
 Bergklassement Tour Languedoc Roussillon: Alena Amjaljoesik
+  Jongerenklassement: Georgia Williams
Etappe 1A (TTT) Giro del Trentino Alto Adige-Südtirol
2e etappe (ITT) Tour de l'Ardèche: Alena Amjaljoesik
2014
3e etappe Ronde van Costa Rica: Alena Amjaljoesik
+  Bergklassement: Alena Amjaljoesik
+  Jongerenklassement: Susanna Zorzi
1e etappe Ronde van El Salvador: Alena Amjaljoesik
+ 2e etappe: Alena Amjaljoesik
+  Puntenklassement: Alena Amjaljoesik
+  Jongerenklassement: Dalia Muccioli
+  Sprintklassement: Anna Zita Maria Stricker
+ Ploegenklassement
Grand Prix El Salvador: Alena Amjaljoesik
1e etappe Tour de Bretagne: Doris Schweizer
5e etappe Tour de l'Ardèche: Alena Amjaljoesik
+ Ploegenklassement
 Strijdlust 4e etappe Boels Rental Ladies Tour: Alison Tetrick
2015
3e etappe Tour of Zhoushan Island: Anastasia Tsjoelkova
1e etappe Tour de Bretagne: Ilaria Sanguineti
+  Eindklassement: Ilaria Sanguineti
+  Jongerenklassement: Ilaria Sanguineti
+ Ploegenklassement
2016
Chrono Gatineau: Amber Neben
2e etappe (ITT) Ronde van Bretagne: Silvia Valsecchi
+ 4e etappe: Ilaria Sanguineti
4e etappe (ITT) La Route de France: Amber Neben
+ 5e etappe: Amber Neben
+  Eindklassement : Amber Neben
2017
1e etappe (TTT) Wielerweek van Valencia
Giro del Trentino Alto Adige-Südtirol: Nikola Nosková
Jongerenklassement Emakumeen Bira: Nikola Nosková
4e etappe Tour de l'Ardèche: Silvia Valsecchi
+ Jongerenklassement: Nikola Nosková
Ronde van Guangxi: Maria Vittoria Sperotto
2018
7e etappe Tour de l'Ardèche: Erica Magnaldi
2020
4e etappe Tour Down Under: Simona Frapporti
2022
2e etappe Ronde van Burgos: Matilde Vitillo
Visegrad 4 Ladies Series-GP Hongarije: Silvia Zanardi
3e etappe Ronde van de Pyreneeën: Silvia Zanardi
6e etappe Tour de l'Ardèche: Silvia Zanardi
2023
GP Liberazione: Silvia Zanardi
Regiónom Nitrianskeho Kraja: Nora Jenčušová
Kreiz Breizh Elites: Giorgia Vettorello
4e etappe Tour de l'Ardèche: Silvia Zanardi

### Kampioenschappen

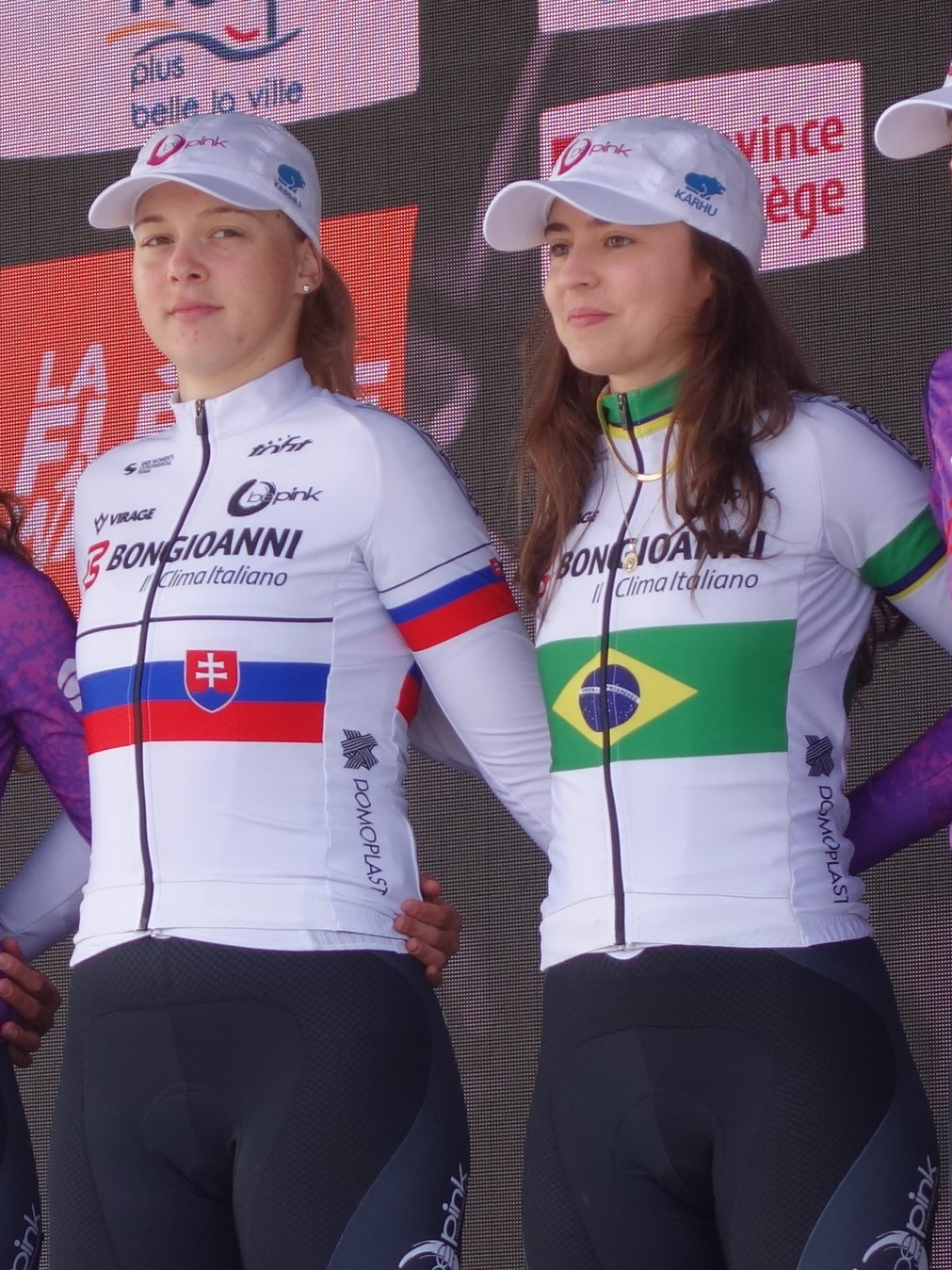
Kampioenen van Slowakije en Brazilië.

2012
 Wit-Russisch kampioen tijdrijden: Alena Amjaljoesik
2013
 Italiaans kampioen op de weg: Dalia Muccioli
 Wit-Russisch kampioen op de weg: Alena Amjaljoesik
 Wit-Russisch kampioen tijdrijden: Alena Amjaljoesik
 Zwitsers kampioen op de weg: Doris Schweizer
2014
 Italiaans baankampioen (500m tijdrit): Simona Frapporti
 Italiaans baankampioen (ind. achtervolging): Silvia Valsecchi
 Italiaans baankampioen (omnium): Simona Frapporti
 Wit-Russisch kampioen tijdrijden: Alena Amjaljoesik
 Wit-Russisch kampioen op de weg: Alena Amjaljoesik
2015
 Italiaans kampioen tijdrijden: Silvia Valsecchi
 Nieuw-Zeelands baankampioen (ind. achtervolging): Jaime Nielsen
 Nieuw-Zeelands kampioen tijdrijden: Jaime Nielsen
 Roemeens kampioen tijdrijden: Ana Maria Covrig
 Roemeens kampioen op de weg: Ana Maria Covrig
 Slowaaks kampioen tijdrijden: Tereza Medveďová
2016
 Wereldkampioen tijdrijden: Amber Neben
 Europees baankampioen (ploegenachtervolging): Silvia Valsecchi en Francesca Pattaro
 Olympische tijdrit: Olga Zabelinskaja
2017
 Russisch baankampioen (puntenkoers): Olga Zabelinskaja
 Tsjechisch kampioen op de weg: Nikola Nosková
 Tsjechisch kampioen tijdrijden: Nikola Nosková
2018
 Europees kampioen op de weg (U23): Nikola Nosková
 Slowaaks kampioen op de weg: Tereza Medveďová
2021
 Slowaaks kampioen op de weg: Nora Jenčušová
2022
 Slowaaks kampioen op de weg: Nora Jenčušová
 Slowaaks kampioen tijdrijden: Nora Jenčušová
2023
 Slowaaks kampioen op de weg: Nora Jenčušová
 Slowaaks kampioen tijdrijden: Nora Jenčušová
 Slowaaks kampioen op de weg, U23: Nora Jenčušová
 Slowaaks kampioen tijdrijden, U23: Nora Jenčušová
2024
 Braziliaans kampioen tijdrijden: Ana Vitória Magalhães
 Slowaaks kampioen op de weg: Nora Jenčušová
 Slowaaks kampioen tijdrijden: Nora Jenčušová
2025
 Estisch kampioene op de weg, elite: Elisabeth Ebras